# NGC 629
NGC 629 é um asterismo na direção da constelação de Cassiopeia. O objeto foi descoberto pelo astrônomo Wilhelm Struve em 1825, usando um telescópio refrator com abertura de 9,5 polegadas. 